# Valley Center
Valley Center es un lugar designado por el censo ubicado en el condado de San Diego en el estado estadounidense de California. En el año 2000 tenía una población de 7,323 habitantes y una densidad poblacional de 96.6 personas por km².

## Geografía
Valley Center se encuentra ubicado en las coordenadas 33°14′26″N 117°00′51″O / 33.240485, -117.014262. Según la Oficina del Censo, la ciudad tiene un área total de 75,8 km² (29,3 mi²), de la cual 75,8 km² (29,3 mi²) es tierra y 0 km² (0 mi²) (0.0%) es agua.

## Demografía
Los ingresos medios por hogar en la localidad eran de $64.649, y los ingresos medios por familia eran $68.388. Los hombres tenían unos ingresos medios de $50.440 frente a los $35.199 para las mujeres. La renta per cápita para la localidad era de $24.071. Alrededor del 6.6% de la población estaban por debajo del umbral de pobreza.